# Ruine Achalm
Die Ruine Achalm ist die Ruine einer Höhenburg auf einem Felsen am Gipfel der 707,1 m ü. NHN hohen Achalm, dem Hausberg der Stadt Reutlingen im Landkreis Reutlingen in Baden-Württemberg.

## Geschichte
Die Burg wurde in der Zeit zwischen den Jahren 1030 und 1050 von den Grafen Egino und Rudolf von Achalm erbaut und 1090 erstmals urkundlich erwähnt. Bereits 1098 starb mit Graf Liutold die Bauherrenfamilie aus.
1236 wurde die Achalm Wohnsitz des Reichsvogts Konrad von Plochingen. Rudolf von Habsburg, im Jahre 1273 zum deutschen König gewählt, entzog 1281 Graf Eberhard I. von Württemberg das Lehen und bestellte seinen Schwager Albert II. von Hohenberg zum Reichsvogt für die Burg Achalm. König Adolf von Nassau verlieh die Burg 1292 an Heinrich von Isenburg. Im Folgejahr besuchten der König und seine Gemahlin Imagina von Isenburg-Limburg die Achalm. Im Jahre 1309 wurde Heinrichs Bruder Lehnsherr.
Nachdem die Burg im Besitz der Welfen gewesen war, kam sie 1376 an die Grafen von Württemberg.
1417 wird erstmals eine Burgkapelle erwähnt. 1498 wurde die Baufälligkeit der Burg an den römisch-deutschen König Maximilian I. mitgeteilt. Im Zuge der Auseinandersetzung Herzog Ulrichs von Württemberg mit der Reichsstadt Reutlingen 1519 vertrieb der Schwäbische Bund den Herzog und besetzte die Achalm.
Im Jahr 1636 wurde die Burg an Erzherzogin Claudia de’ Medici verliehen, die sie 1646, nur ein Jahr nach ihrer Verstärkung mit Palisaden und Besetzung mit Musketieren, durch den Vogt Andreas Hiltenprand unschädlich machen ließ. In diesem Zuge wurden die Türme und Mauern abgerissen und die Zisterne zugeschüttet. Die zunächst unversehrt gebliebene Wohnung über dem Tor wurde noch im selben Jahr angezündet.
1650 und 1658 erfolgte der endgültige Abbruch der Burg im Auftrag des Herzogs Eberhard III. von Württemberg. Nachdem die Ruine 1762 von privat erworben wurde, konnte sie der württembergische König Wilhelm I. 1822 zurückkaufen. Im selben Jahr (nach anderen Quellen 1838) ließ er den Turm auf den Grundmauern des alten Bergfrieds als Aussichtsturm errichten, 1932 wurde dieser wegen drohenden Verfalls saniert und umgebaut.
Als die Ruine im Jahr 1950 abermals verkauft wurde, konnte die Stadt Reutlingen den Berg – trotz zahlreicher Spenden aus der Stadtgesellschaft – aus Mangel an Geld nicht kaufen. Erst im Jahr 2009 konnte die Stadt den Hausberg erwerben. Damit gelangte die Ruine, von der die Reichsstadt Reutlingen oftmals überfallen wurde, zum ersten Mal in seiner Geschichte in den Besitz der Stadt.
Im November 2017 blieb ein fünfjähriger Junge mit seinem Kopf zwischen den Gitterstäben des Fensters stecken und musste daraufhin von der Feuerwehr und einer Höhenrettungsgruppe befreit werden. Dabei wurde das Mauerwerk so schwer beschädigt, dass ein sicherer Zugang zum Turm für Besucher nicht mehr gewährleistet werden konnte. Inzwischen ist der Turm wieder begehbar.

## Beschreibung
Die Achalm gehörte zu den typischen Burgengründungen der ersten Bauwelle des 11. Jahrhunderts. Ihre Lage auf dem isolierten Gipfel war ein aus repräsentativer und verteidigungstechnischer Sicht idealer Standort. Beim Bau der Burg wurde die gesamte Fläche des Gipfels in die Anlage einbezogen. Der länglich ovale Gipfel mit felsiger Ecke im Südosten gliedert sich in eine untere und obere Burg.
Entstanden ist die Burg in mehreren, nicht genau kenntlichen Bauabschnitten. Zum Gründungsbau der Grafen Egino und Rudolf gehörte die Umfassungsmauer der oberen Burg. Laut der Zwiefalter Chronik wurde noch im 11. Jahrhundert unter Luitold die untere Burg erbaut. Der Bergfried entstand wohl im 12. Jahrhundert, der Ostturm im 13. Jahrhundert. Bis ins Spätmittelalter erfolgten Verstärkungen des Zugangs durch ein weiteres Tor sowie Umbauten und Erweiterungen innerhalb der Anlage.
Von Süden führt der Burgweg in den Torzwinger mit den Resten der 75 cm starken Zwingermauer. Kurz vor dem zweiten Tor führt eine Poterne mit Sturzvermauerung nach außen. Durch das zweite Tor, welches heute nur noch in Resten erhalten ist, gelangt man in den Bereich des Vorhofs, welcher ehemals von Mauern umschlossen wurde. Links davon beginnt die untere Burg, Reste der Umfassungsmauer folgen polygonal dem felsigen Bergrand. Auf der Ostseite kann man die Mauertechnik der geschichteten Kleinquader an einer nichtsanierten Wand des 11. Jahrhunderts sehen.
Vom Vorhof erreicht man zudem die etwa sechs Meter höher liegende obere Burg, welche den Hauptbereich der Anlage bildet.
Der heutige, aus Natursteinen gemauerte, rund 14 Meter hohe Turm steht auf einer Grundfläche von 7,20 mal 7,20 Meter und hat bis 8,70 Meter Höhe eine Mauerstärke von 1,75 Meter. Bis zu dieser Höhe entstammt der Turm dem mittelalterlichen Bergfried. Darüber sind die Wände bis zur Plattform nur noch etwa halb so dick und innen mit Ziegelsteinen aufgemauert. Eine stählerne Treppe führt entlang der Innenwände zum überdachten Treppenausgang an der Aussichtsplattform, auf der eine Orientierungstafel und eine Fahnenstange angebracht sind. Mit dieser erreicht der Turm eine Höhe von etwa 18 Meter. Einst hatte der Bergfried wohl einen höher gelegenen Eingang, der vom angrenzenden Wohnhaus über einen Gang zugänglich war.
Die Ruine ist per Auto bis zum Wanderparkplatz Scheibengipfel erreichbar, für Wanderer gibt es markierte Wanderwege, der  Burgenwanderweg Neckar-Donau, Teil des HW 5, des Schwäbischen Albvereins verläuft über die Ruine Achalm.

## Achalm in der Literatur

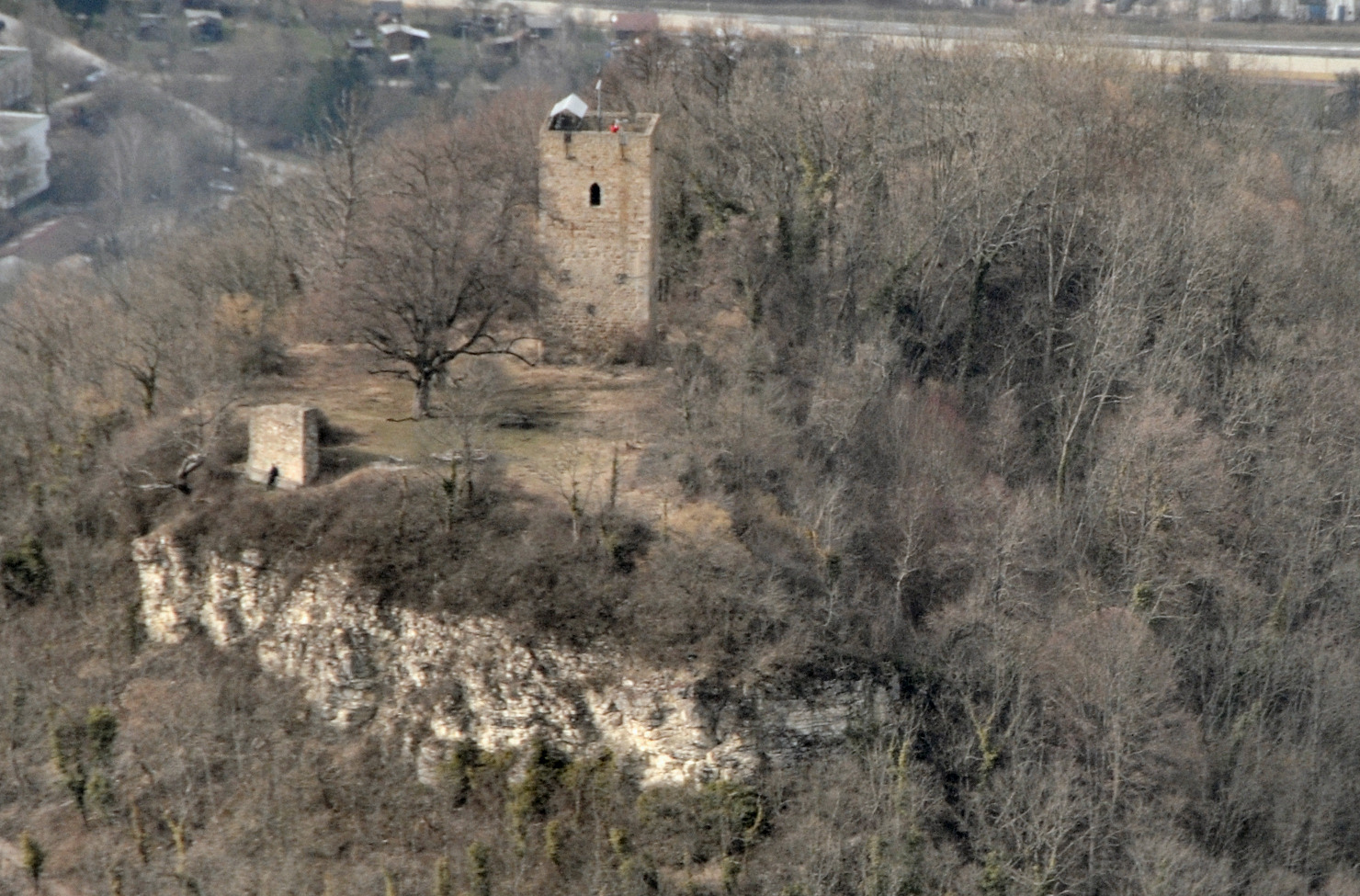
Burgruine Achalm

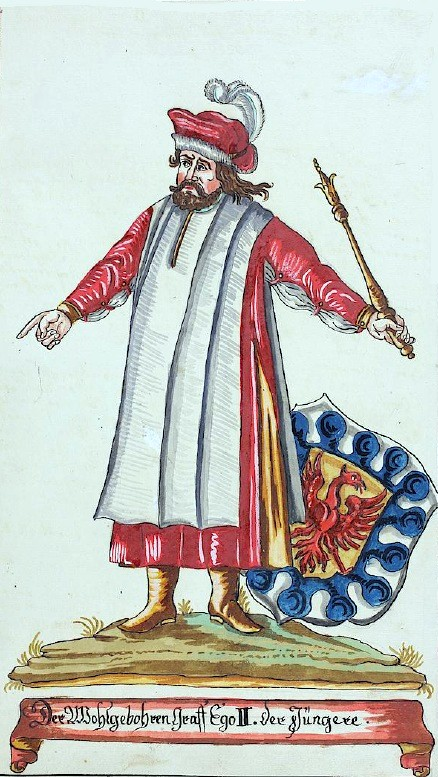
Egino V. von Urach (ca. 1185–1236) führte als Egino I., Graf von Freiburg, statt des Uracher Löwen den roten Adler des ausgestorbenen Geschlechts seiner Mutter, der Zähringer, in seinem Wappen

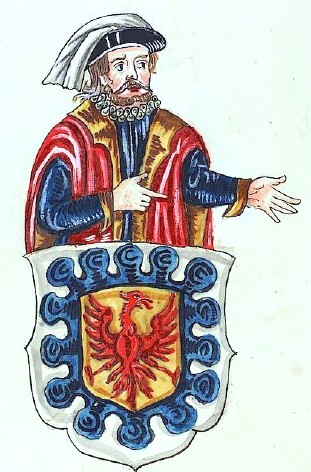
Heinrich von Urach († 1283/4), 1250 Graf von Fürstenberg, Begründer der Grafen und Fürsten zu Fürstenberg

Gustav Schwab setzte der Burg 1828 ein literarisches Denkmal mit seinem Gedicht Die Achalm. Die ätiologische Sage zur Erklärung des Namens wird hier aufgenommen, aber weder die Sage noch das Gedicht bietet eine historisch zutreffende Erklärung für den Namen Achalm.